# Ouachita River
Ouachita (ang. Ouachita River, Washita River) – rzeka w amerykańskich stanach Arkansas i Luizjana, uchodzi do Red River – dopływu Missisipi. Od połączenia z rzeką Tensas River nazywana jest także Black River. Nazwa rzeki pochodzi od plemienia Indian Ouachita zamieszkujących niegdyś dolinę rzeki (Ouachita Valley) w Arkansas.